# Коста Карнара (Империја)
Коста Карнара је насеље у Италији у округу Империја, региону Лигурија.
Према процени из 2011. у насељу је живело 132 становника. Насеље се налази на надморској висини од 181 м.